# Max Wilén
Max Karl-Axel Wilén, född 15 juni 1925 i Veckholms församling i Uppsala län, död 10 september 1995 på Lidingö, var en svensk filmfotograf. 
Han är begravd på Lidingö kyrkogård.

## Filmfoto i urval
- 1955 – Hemsöborna
- 1956 – Litet bo
- 1956 – Lille Fridolf och jag
- 1956 – Tarps Elin
- 1957 – Prästen i Uddarbo
- 1957 – Lille Fridolf blir morfar
- 1958 – Körkarlen
- 1958 – Slag för slag
- 1959 – Fly mej en greve
- 1959 – Den kära leken
- 1960 – Bröllopsdagen
- 1960 – Demon Street 13. Green Are the Leaves
- 1960 – Goda vänner trogna grannar
- 1962 – Nils Holgerssons underbara resa
- 1963 – Det är hos mig han har varit
- 1963 – Sällskapslek
- 1965 – Morianerna
- 1965 – Nattmara
- 1968 – Freddy klarar biffen
- 1969 – Ur kärlekens språk
- 1969 – Eva - den utstötta
- 1970 – Ann och Eve – de erotiska
- 1971 – Någon att älska
- 1972 – Kärlek - så gör vi. Brev till Inge och Sten
- 1975 – Sängkamrater